# Kinematyka płynów
Kinematyka płynów – dział mechaniki płynów zajmujący się ruchem płynu bez analizy sił, które towarzyszą temu ruchowi.
Kinematyka płynów jest odpowiednikiem kinematyki.
Podstawową zależnością opisującą przepływ jest równanie ciągłości przepływu, zapisywane:
| Zapis klasyczny | {\displaystyle {\frac {\partial \rho }{\partial t}}+\mathrm {div} (\rho {\vec {v}})=0} |
| Zapis indeksowy | {\displaystyle {\dot {\rho }}+\nabla _{i}(v^{i}\rho )=0}                               |
| Zapis absolutny | {\displaystyle {\dot {\rho }}+{\vec {\nabla }}\cdot ({\vec {v}}\rho )=0}               |

gdzie v – wektor prędkości, {\displaystyle \rho } – gęstość płynu
Istnieją dwa podstawowe podejścia do opisu ruchu płynu: analiza wędrowna i lokalna.